# Аденджи, Эсау
Эсау Аденджи (англ. Esau Adenji, 11 января 1944, Кумба, Камерун) — камерунский легкоатлет, выступавший в беге на длинные дистанции. Участвовал в летних Олимпийских играх 1968 и 1972 годов.

## Биография
Эсау Аденджи родился 11 января 1944 года в камерунском городе Кумба.
В 1968 году вошёл в состав сборной Камеруна на летних Олимпийских играх в Мехико. В беге на 5000 метров занял 12-е место среди 14 участников полуфинала, показав результат 15 минут 46,21 секунды и уступив 1 минуту 11,63 секунды Эмилю Путтемансу из Бельгии, который занял 5-е место и вышел в финал.
В 1972 году вошёл в состав сборной Камеруна на летних Олимпийских играх в Мюнхене. В беге на 5000 метров занял 10-е место среди 11 участников полуфинала, показав результат 15 минут 19,6 секунды и уступив 1 минуту 41 секунду Перу Халле из Норвегии — худшему из квалифицировавшихся в финал по времени. В беге на 3000 метров с препятствиями занял в полуфинале 11-е место среди 11 финишировавших, показав результат 9 минут 34,4 секунды.

## Личные рекорды
- Бег на 5000 метров — 15.05,6 (1965)[4]
- Бег на 3000 метров с препятствиями — 9.16,14 (1973)[4]